# チョン・ドンファン
チョン･ドンファン（漢字: 鄭東煥、ハングル：정동환、ラテン翻字: JUNG Dong-hwan、1949年8月5日 - ）は大韓民国全羅北道金堤市出身の俳優。歌手のチョン・ユンソンは妻、舞台女優のチョン・ハニは次女である。

## 経歴
経済的に恵まれない家庭の次男として誕生。母親は行商をしながら息子たちを育てたという。母親は学費がかからない神学校への進学を望んでいたが、チョン・ドンファン本人は高校受験に失敗した後、受験勉強のため図書館に行く途中、偶然演劇部の公演を見た事をきっかけにソウル特別市内の中東高等学校の受験を決意した。1965年に同校へ進学して演劇部に入部、1年次から舞台に出演した。同年出演した『日の出』（일출）で、全国男女演劇コンテスト最優秀演技賞を受賞している。
卒業後、哲学科への進学を希望したが大学受験に失敗。演劇コンテストで縁のあった劇作家の柳致真（유치진）に進路について相談し、翌年ソウル演劇学校（現ソウル芸術大学）に奨学金を得て進学した。在学中の1969年に『見知らぬ男』（낯선 사나이）で舞台デビューした他、ベトナム戦争に従軍した経験も持つ。卒業後の1973年、第6期声優に選ばれてTBCに入社したが演劇との両立に悩み1年で退職。翌1975年に舞台劇『麻衣太子』に出演後、同年秋に日本の沖縄県に渡りサトウキビ畑での労働に従事した。以後、沖縄での労働で収入を得、韓国に戻っては舞台に出演するという生活が続いた。
1977年、前年に設立された劇団現代劇場に入団し、同劇団が製作した歌手エディット・ピアフの生涯を描いたミュージカル『パダム・パダム・パダム』（빠담빠담빠담）にレイモン・アッソ役で出演した。1978年にはKBS制作の『鵞鳥』（기러기）に出演し、翌1979年に開催された第15回韓国演劇映画テレビ芸術大賞テレビ番組部門新人演技賞（男優）を受賞した。1981年には、イ・マニ（이만희）が1965年に制作した映画をキム・スヨン（김수용）がリメイクした『晩秋』（만추）に出演し映画界にデビューした。
1982年、女優のキム・ユンミとの関係がスキャンダルに発展し、KBSから無期限の出演停止処分を言い渡された。これに伴い出演中であった『風雲』（풍운）と『三姉妹』（세 자매）を中途降板しなければならなくなった。その後アメリカ合衆国に渡り、清掃の仕事をしながらリー・ストラスバーグ演劇学校（Lee Strasberg Theatre and Film Institute）に学んだ。留学中、同国在住の友人の紹介で、歌手活動からの引退を宣言し渡米していたチョン・ユンソンと出会い、1986年に結婚している。
1984年1月に出演停止処分が解除され、1985年に韓国に帰国、同年制作の『故郷』（고향）と『KBS TV文学館 未明の空』（미명의 하늘）で芸能活動を再開した。
1993年、『オーロラのために』（오로라를 위하여）で第29回百想芸術大賞演劇部門最優秀演技賞（男優）を受賞、1997年には舞台劇『南から来た客』（남에서 오신 손님）に出演し、第21回ソウル演劇祭演技賞を受賞。以後、1999年にヨンヒ演劇賞、2001年にキム・ドンフン演劇賞と演劇の賞を立て続けに受けた。2009年には第19回イ・ヘラン演劇賞を受賞している。
2007年パニック障害を発症し、一時期通院しながら仕事をする生活を送ったが、後克服した。
2013年1月より1年間、SBSの教養番組『よく食べ、よく生きる法』（잘먹고 잘사는 법）の番組進行役を務めた。

## 私生活
妻チョン・ユンソンは結婚後主婦業に専念していたが、2013年5月にKBSの音楽番組『コンサート7080』（콘서트 7080）に出演、約30年ぶりに歌手として活動した。夫妻の間には一男二女がある。長男と長女は2013年7月、『よく食べ、よく生きる法』に出演した。

## 出演作品
出演作品は個別に脚注がないものについてはによる。